# Пестряк короткокрылый
Пестряк короткокрылый (лат. Valgus hemipterus) — вид мелких пластинчатоусых жуков в подсемействе бронзовок.

## Описание

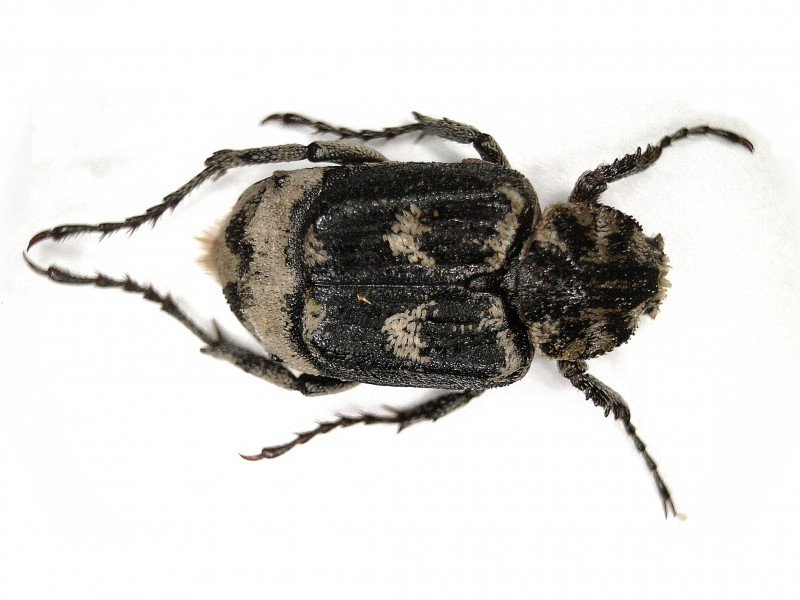
Самец

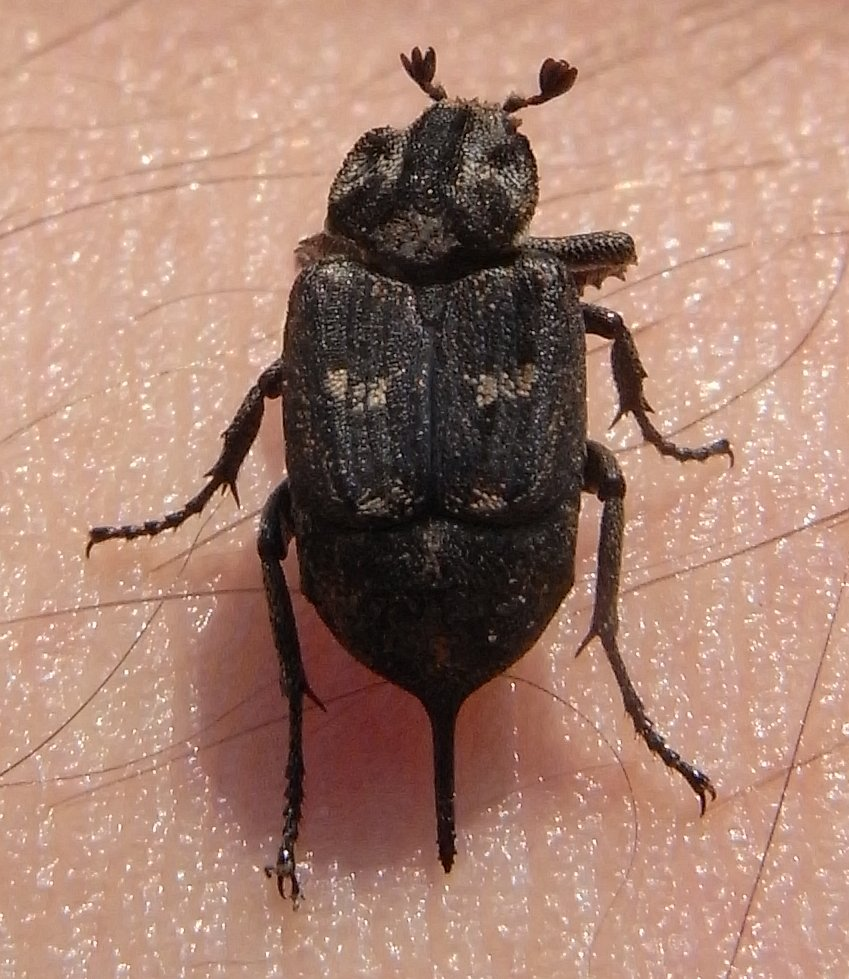
Самка

Длина тела 6 — 11 мм. Окраска чёрная, матовая, с белым чешуйчатым рисунком. Старые «вытертые» экземпляры несколько блестящие. Тело несколько удлинённое, сверху плоское, а снизу выпуклое. Голова небольшая. Наличник несколько удлиненный, немного сужен кпереди. Переднеспинка продолговатая, уже основания надкрылий, с 5 ямками: по одной у передних углов и одна не очень отчетливая, но большая, посредине задней части. Переднеспинка покрыта густыми точками
и довольно густыми желтовато-белыми и тёмно-коричневыми продолговатыми чешуйками. Темные чешуйки образуют рисунок: 2 продольных полосы, часто сливающиеся, а с каждой стороны по 2 больших пятна. Надкрылья плоские, короткие. Прогидий очень большой. Пигидий у самца — выпуклый, у самки — вытянут в длинный тонкий отросток.

## Ареал
Распространен на территории большей части Европы, на север до юга Скандинавского полуострова, на юг до Пиренейского, Апеннинского и Балканского полуостровов и островов Средиземного моря. Встречается также в северной Африке — Марокко, Алжире, Тунисе.

## Биология
В пределах ареала, по всей Украине, в Крыму и на Кавказе, вид очень обычен. Жуки связаны с широколиственными лесами, но также живут и в условиях открытого ландшафта, когда имеются одиноко стоящие деревья или крупные кустарники. Обычно жуки попадаются по опушкам лесов, на лесных полянах, в садах и парках; как на равнинах, так и в гористых местностях. Жуки летают преимущественно весной и в первой половине лета, но единичные экземпляры самок могут встречаться гораздо позднее, вплоть до начала августа. Самки откладывают яйца в мёртвую и отмирающую древесину различных лиственных деревьев, где происходит развитие личинок. Личинка толстая, С-образно изогнутаят, покрыта многочисленными длинными волосками. Голова гладкая, буро-желтая. Часть из них окукливается уже осенью того же года, и когда из куколки выходит жук, он остается зимовать в древесине. Остальные личинки окукливаются весной после перезимовки.